# Герб Охотского района
Герб Охо́тского муниципального района Хабаровского края Российской Федерации — опознавательно-правовой знак, наряду с флагом служащий официальным символом муниципального образования.
Герб утверждён Решением № 77 Собрания депутатов Охотского муниципального района 26 августа 2005 года.
Герб внесён в Государственный геральдический регистр Российской Федерации с присвоением регистрационного номера 2028.

## Описание и обоснование символики

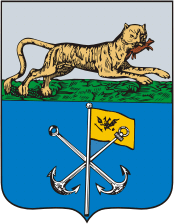
Герб Охотска (1790 год)

Геральдическое описание герба (блазон) гласит:
В лазоревом поле над серебряной оконечностью, завершённой бегущими влево волнами — вверху золотой штандарт с орлом времён Екатерины II, древко которого положено поверх якорей того же металла накрест; внизу — выходящий червлёный шар (диск), окружённый в два ряда семью половинами малых шаров той же финифти (четверо снаружи; прямой стороной обращены к большому шару); все червлёные фигуры тонко окаймлены золотом.
Герб разработан с учётом исторического герба города Охотска Иркутского Наместничества, Высочайше утверждённого 26 октября 1790 года (по старому стилю), подлинное описание которого гласит: «Въ верхней части щита гербъ Иркутскій. Въ нижней части въ голубомъ поле, положенные два якоря и надъ ними штандартъ, въ знакъ того, что въ семъ городе находится порть».
Охотская земля имеет богатую историю. Охотск основан в 1647 году отрядом казаков во главе с С. А. Шелковником, как зимовье и затем здесь был построен острог. В 1716 году на этом месте было спущено на воду первое, построенное на Тихоокеанском побережье судно — ладья «Восток», на котором был проложен морской путь на Камчатку. Долгое время Охотск был главным портом Тихоокеанского побережья и являлся одним из самых восточных городов России. Вся композиция герба подчёркивает уникальную историю Охотского края:
- изображение якорей и Императорского штандарта показывает особую важность охотской земли как отправного пункта многих морских Тихоокеанских экспедиций на протяжении нескольких столетий;

- волны подчёркивают расположение района в прибрежной территории и символизируют важность морских ресурсов в жизни местного населения;

- солнце аллегорически указывает на лучшие качества жители района, которые одними из первых в нашей стране встречают рассвет — трудолюбие, радушие, оптимизм; в геральдике солнце — символ света, тепла и жизни.

Золото в геральдике символизирует богатство, стабильность, уважение, интеллект.
Серебро — символ чистоты, совершенства, искренности, мира и взаимопонимания.
Лазоревый (синий, голубой) цвет — символ чести, благородства, возвышенных устремлений, а также водных просторов и чистого неба.
Червлёный (красный) цвет — символ мужества, силы, труда, красоты.
Чёрный цвет — символ мудрости, вечности, свободы.
Герб разработан при содействии Союза геральдистов России.
Авторы герба: идея герба — Алексей Бедринцев (Охотск), Геннадий Усов (Охотск), геральдическая доработка: Константин Мочёнов (г. Химки); обоснование символики: Кирилл Переходенко (Конаково); компьютерный дизайн: Оксана Афанасьева (Москва).